# Amelie Morgan
Amelie Morgan (Slough, 31 de maio de 2003) é uma ginasta artística britânica, medalhista olímpica.

## Carreira
Morgan participou dos Jogos Olímpicos de Verão de 2020 em Tóquio, onde participou da prova por equipes feminina, conquistando a medalha de bronze após finalizar a série com 164.096 pontos ao lado de Jennifer Gadirova, Jessica Gadirova e Alice Kinsella.